# The Student Prince (1954)
The Student Prince is een musicalfilm uit 1954 onder regie van Richard Thorpe.
Het scenario is gebaseerd op de gelijknamige operette (1924) van Sigmund Romberg. Het werk werd eerder verscheidene malen verfilmd.

## Verhaal
Eind 19e eeuw, in een fictief klein vorstendom van het Duitse Keizerrijk. Erfprins Karl Franz wordt door zijn grootvader, koning Ferdinand van Karlsburg, naar de Ruprecht-Karls-universiteit van Heidelberg gestuurd. Zijn privéleraar professor Juttner vergezelt hem. Ze verblijven in het hotel van Joseph Ruder. Karl Franz neemt gretig deel aan het studentenleven. Hij wordt verliefd op de mooie Kathie die in het hotel werkt.
Op een dag verneemt hij dat zijn grootvader is overleden. Hij ziet zich verplicht terug te keren om de troon te bestijgen. Een huwelijk met prinses Johanna staat hem ook te wachten. Hij kan echter Kathie niet vergeten.

## Externe link

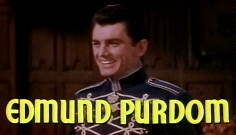
Edmund Purdom in The Student Prince
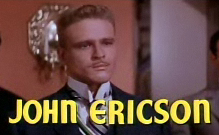
John Ericson in The Student Prince
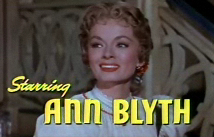
Ann Blyth in The Student Prince

## Rolverdeling
| Acteur         | Personage                      |
| -------------- | ------------------------------ |
| Ann Blyth      | Kathie Ruder                   |
| Edmund Purdom  | erfprins Karl Franz            |
| John Ericson   | graaf von Asterburg            |
| Louis Calhern  | koning Ferdinand van Karlsburg |
| Edmund Gwenn   | professor Juttner              |
| S.Z. Sakall    | Joseph Ruder                   |
| Betta St. John | prinses Johanna                |
| John Williams  | Lutz                           |